# Prix du livre M. Christie
Le prix du livre M. Christie était un prix littéraire canadien parrainé par la compagnie Christie Brown, fabricant de biscuits, qui comportait un volet anglophone et un volet francophone.

## Historique
Le prix, dédié aux livres pour la jeunesse, ne récompensait à l'origine qu'une seule œuvre lors de sa création en 1990. En 1993, il se divise en trois catégories : publications destinées aux enfants de sept ans et moins, à ceux de huit à onze ans et aux adolescents de douze ans et plus. 
Le prix a été abandonné après l'annonce des lauréats en 2003.

## Lauréats
- 1990 - Ginette Anfousse. Rosalie s'en va-t-en guerre, La courte échelle.
- 1991 - François Gravel. Zamboni, Boréal.
- 1992 - Christiane Duchesne. Bibitsa ou l'étrange voyage de Clara Vic, Québec Amérique.

## 7 ans et moins
- 1993 - Dominique Jolin. C'est pas juste !, Le Raton Laveur.
- 1994 - Joceline Sanschagrin et Hélène Desputeaux. Le Petit Pot et La petite sœur, Chouette.
- 1995 - Rémy Simard et Pierre Pratt. Mon chien est un éléphant, Annick Press.
- 1996 - Pierrette Dubé et Yayo. Au lit, princesse Émilie !, Le Raton Laveur.
- 1997 - Danielle Marcotte et Stéphane Poulin. Poil de serpent et dent d'araignée, Les 400 coups.
- 1998 - Lucie Papineau et Marisol Sarrasin. Pas de taches pour une girafe, Dominique et compagnie.
- 1999 - Robert Soulières et Anne Villeneuve. Une gardienne pour Étienne, Les 400 coups.
- 2000 - Marie-Louise Gay. Stella étoile de la mer, Dominique et compagnie.
- 2001 - Marie-Francine Hébert et Mylène Pratt. Décroche-moi la lune, Dominique et compagnie.
- 2002 - Marie-Francine Hébert et Steve Adams. Mon rayon de soleil, Dominique et compagnie.
- 2003 - Dominique Demers et Stéphane Poulin. L'Oiseau des sables, Dominique et compagnie.

## 8 à 11 ans
- 1993 - Gilles Gauthier. Le gros problème du petit Marcus, La courte échelle.
- 1994 - Christiane Duchesne. La 42e sœur de Bébert, Québec Amérique.
- 1995 - Denis Côté. Le parc aux sortilèges, La courte échelle.
- 1995 - Christiane Duchesne. La bergère de chevaux, Québec Amérique.
- 1997 - Robert Davidts. Jean-Baptiste, coureur des bois, Boréal.
- 1998 - Dominique Demers. La mystérieuse bibliothécaire, Québec Amérique.
- 1999 - Gilles Tibo. Rouge timide, Soulières éditeur.
- 2000 - Gilles Tibo. Les yeux noirs, Soulières éditeur.
- 2001 - Hélène Vachon. L’oiseau de passage, Dominique et compagnie.
- 2002 - Sylvain Trudel. Pourquoi le monde est comme il est ?, La courte échelle.
- 2003 - Charlotte Gingras et Stéphane Jorisch. La boîte à bonheur, La courte échelle.

## 12 à 16 ans
- 1993 - Dominique Demers. Un hiver de tourmente, La courte échelle (maintenant publié chez Québec Amérique).
- 1994 - Dominique Demers. Les grands sapins ne meurent pas, Québec Amérique.
- 1995 - Raymond Plante. L'étoile a pleuré rouge, Boréal.
- 1996 - Jean Lemieux. Le trésor de Brion, Québec Amérique.
- 1997 - Jacques Lazure. Le rêve couleur orange, Québec Amérique.
- 1998 - Robert Soulières. Un cadavre de classe, Soulières éditeur.
- 1999 - Jean-Michel Schembré. Les citadelles du vertige, Pierre Tisseyre.
- 2000 - Stanley Péan. Le temps s'enfuit, La courte échelle.
- 2001 - Jacques Lazure. llddz, Soulières Éditeur.
- 2002 - Denis Côté. L'empire couleur sang, Hurtubise HMH.
- 2003 - Marie-Francine Hébert. Le ciel tombe à côté, Québec Amérique.